# Кизил Алма
Кизил Алма (тюрк. Qızıl Alma — Червоне яблуко, тур. Kızıl Elma) — згідно з тюркською міфологією, утопія та ідеали, до яких повинні прагнути тюрки, а зокрема тюрки-огузи. Символ активно експлуатується турецькими націоналістами, в уявленні яких «Червоне яблуко» стає якоюсь бажаною, але далекою, якщо не недосяжною метою. Кизил Алма є одним із важливих символів тюркського націоналізму та тюркської пропаганди, згідно з якою всі тюркські держави повинні ставити як кінцеву мету Кизил Алму.
Щодо трактування Кизил Алми є розбіжності, деякі тюркські націоналісти говорять про те, що Кизил Алма — це лише прагнення об'єднати всі тюркські держави в одну країну, інші ж говорять про те, що ідеологія Кизил Алми, має на увазі, що весь світ (або планета) повинен складатися з однієї держави, правити якою буде людина, яка етнічно належить до тюркських народів.
Перша письмова згадка Кизил Алми відноситься до османського періоду після завоювання Стамбула. Тоді Кизил Алма було прагненням яничарів завоювати всю Європу. За різними джерелами, починаючи з Мехмет Фатіха до Мурада III гаслом яничар було «Падишах, ми підемо за тобою від Кафдаги до Кизилалми». Після взяття Белграда (1521), Битви при Мохачі (1526) і облоги Відня (1529) Султаном Сулейманом Пишним, в армії почали говорити про «взяття Кизилалми». У поемі «Кюнню'ль-Ахбар» (Kühnü'l-Ahbar) під авторством Мустафи Алі з Геліболу (Gelibolulu Mustafa Âlî) в одному місці вказується, що «Кизилалма пов'язана з Португалією», а в іншому місці говориться, що це «величезна церква в самому віддаленому куточку країни Франків», історик-літератор Орхан Шаік Гьок'яй (Orhan Şaik Gökyay) схиляється до того, що йдеться про Базиліку Святого Петра, що знаходиться в Римі.
У написаному в 1789 році Бернардіно Піанціолою італійсько-греко-турецькому словнику слова Рим і римлянин мали переклад «Kyzyl Alma» та «Kyzyl Almalu», також у книзі наводиться приклад перекладу: «Замість того, щоб поїхати в Рим, він приїхав в Падову» перекладено турецькою як «Kyzyl elmajà g'degeghinè, Paduaja g'eldì». У написаному в 1850 році Крим-Хаваджою Абд Ель Рахманом Челебі словнику слово «Рим» перекладається як «Кизиль-алма», а «римлянин» як «Кизиль-алмалу».